# Metamorfossi
Metamorfossi (tiếng Hy Lạp: ?) là một khu tự quản ở vùng Attiki, Hy Lạp. Khu tự quản Metamorfossi có diện tích 6 km², dân số theo điều tra ngày 18 tháng 3 năm 2001 là 27522 người.